# Новарский диалект западноломбардского языка
Новарский диалект западноломбардского языка — диалект западноломбардского языка, употребляемый в провинции Новара, Пьемонт, Италия.
Он редко употребляется в городах, где из-за высокого уровня иммиграции из Южной Италии более распространён итальянский язык. Новарский диалект более распространён в провинции. Он имеет некоторые элементы перехода в пьемонтский язык, особенно на восточном побережье реки Сезии.